# الأزرق 18
الأزرق 18 هو موقع أثري من العصر الحجري القديم في واحة الأزرق شرق الأردن. سجل لأول مرة في مسح أجراه أندرو جارارد ونيكولاس ستانلي برايس [الإنجليزية] في عام 1975، ونقّب فيه جارارد في عام 1985، وهو أحد المواقع العديدة المكتشفة التي تعود لعصور ما قبل التاريخ حول الينابيع الدائمة التي تغذي واحة الأزرق. من بينها، يعتبر الأزرق 18 الوحيد المرتبط بالثقافة النطوفية في العصر الحجري القديم المتأخر،  والذي يعود تاريخه إلى ما بين 15000 إلى 11500 سنة مضت.
على الرغم من أن النطوفيين كانوا من البدو الرحل الذين يعيشون على الصيد وجمع الثمار، إلا أن الأزرق 18 يُظهر علامات الزيارات المتكررة لفترات طويلة من الزمن. كشفت الحفريات عن بقايا الهياكل والأدوات الحجرية الثقيلة والأدوات الحجرية الدقيقة والأدوات الحجرية الدقيقة وكمية كبيرة من البقايا النباتية والحيوانية. وشملت بقايا الحيوانات الماشية البرية والبط، مما يشير إلى أن الموقع ربما كان في منطقة الأراضي الرطبة أو بالقرب منها. والجدير بالذكر أنه عثر على مقبرة جماعية لثلاثة بالغين وأربعة أطفال في الموقع، وهي واحدة من المدافن النطوفية القليلة جدًا الباقية من المناطق القاحلة في بلاد الشام. دفنت الجثث بشكل منفصل في أوقات مختلفة، وقد أزيلت بعض الجماجم في وقت لاحق، وعولجت بأصباغ ملونة، وأعيد دفنها. بدأت ممارسة استرجاع الرفات البشرية والتلاعب بها - خاصة الجماجم - بعد الدفن في العصر النطوفي وانتشرت عبر جنوب غرب آسيا في فترة العصر الحجري الحديث اللاحقة، ويشار إليها أحيانًا باسم عبادة الجمجمة في العصر الحجري الحديث [الإنجليزية].
بعد حفريات عام 1985، طهرت المنطقة للاستخدام الزراعي، مما أدى على الأرجح إلى تدمير كل ما تبقى.